# Saleilles
Saleilles (em catalão:  Salelles) é uma comuna francesa na região administrativa da Occitânia, no departamento dos Pirenéus Orientais. Estende-se por uma área de 6.12 km², com 5.391 habitantes, segundo o censo de 2018, com uma densidade de 880 hab/km².